# Верность, надежда и любовь
«Верность, надежда и любовь» (дат. Tro, håb og kærlighed) — драма датского режиссёра Билле Аугуста. Премьера фильма состоялась 26 декабря 1984 года в Дании.

## Сюжет
1963 год. Весь мир сходит с ума по «The Beatles», а на одной из танцплощадок Дании подростки фанатеют от группы, играющей «Twist and Shout». У ударника Бьёрна роман с Анной, кудрявой девушкой с улыбкой Джоконды. Друг Бьёрна Эрик увлечён Кирстен, умной блондинкой из богатой семьи. Но сердце девушки принадлежит Бьёрну. Эрику не легко, его мать страдает психическим заболеванием, а отец всячески ограничивает его. Четырём подросткам предстоят свои пути взросления.

## В ролях
| Актёр           | Роль         |
| --------------- | ------------ |
| Адам Тёнсберг   | Бьёрн        |
| Ларс Симонсен   | Эрик         |
| Камилла Сёэберг | Анна         |
| Ульрикке Бондо  | Кирстен      |
| Бент Мейдинг    | отец Эрика   |
| Осе Хансен      | мать Эрика   |
| Арне Хансен     | отец Бьёрна  |
| Лоне Линдорфф   | мать Бьёрна  |
| Троэльс Мунк    | отец Кирстен |
| Малене Шварц    | мать Кирстен |

## Награды и номинации
- 1985 — Московский международный кинофестиваль 1985[1]:
  - лучший актёр — Ларе Симонсен
  - номинация на золотой приз за лучший фильм — Билле Аугуст
- 1985 — Премия «Роберт»[2]:
  - лучший актёр — Ларе Симонсен
  - лучший актёр второго плана — Бент Мейдинг
  - лучшая актриса второго плана — Осе Хансен
  - лучший сценарий — Билле Аугуст и Бьярне Ройтер